# Treverer

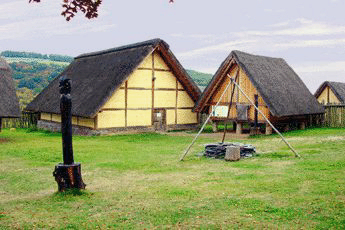
Rekonstruierte treverische Höhensiedlung Altburg (etwa 300–50 v. Chr.)

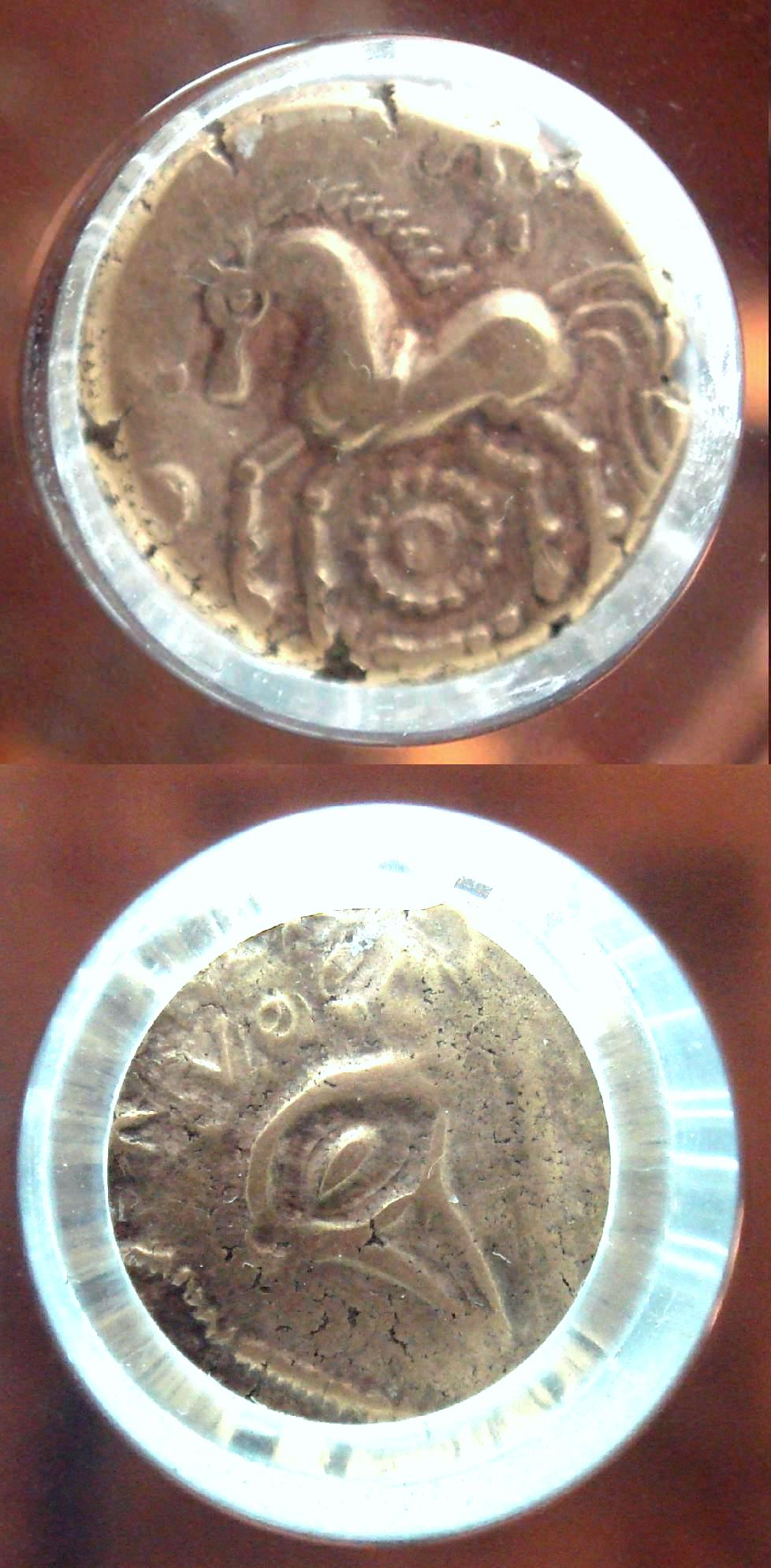
Treverischer Gold-Stater

Die Treverer (lateinisch Treveri, gallisch Treviri, Treveri) waren ein Volksstamm der Kelten in Nordostgallien mit Kontakten ins Rechtsrheinische. Laut Tacitus suchten sich die Treverer dadurch von den übrigen Galliern abzugrenzen, dass sie ihre Ursprünge auf germanische Wurzeln zurückführten.
Das Stammesgebiet erstreckte sich, nach De bello Gallico von Gaius Iulius Caesar, vom Rhein bis zum Land der Remer. Die westliche Grenze bildete die Maas. Die nördliche Grenze war der Vinxtbach, dessen Namen sich von Vinxt, lateinischen finis für Grenze ableitet, nördlich von ihm siedelten die Eburonen und Condruser, sie waren clientes der Treverer. Caesar erwähnt in seinem Werk keinen befestigten Ort (Oppidum) bzw. Hauptort der Treverer. Augusta Treverorum (Stadt des Augustus im Land der Treverer, das heutige Trier) stieg erst in provinzialrömischer Zeit zur Hauptstadt der Treverer auf.

## Namensherkunft
Der Volksname der Treverer setzt sich nach Cuno aus dem Verstärkungspartikel tre- und vero zusammen, das dem kymrischen gwyr „kräftig, tüchtig“ entspreche.
Xavier Delamarre zitiert Rudolf Thurneysen, der vorgeschlagen hat, das keltische trē-uer-o- nach trevuero- mit den Bestandteilen trē- < *trei- „durch“ (vergleiche lateinisch trāns) und ver-o „über einen Fluss gehen, fahren“ zu rekonstruieren. Der Name Treverer hieße demnach „die Fahrleute“, weil dieser Stamm die Mosel überqueren ließ. Dazu passt die Existenz der Furtengöttin Ritona und der Kapelle zum Uorioni deo. Die gleiche Wurzelverbindung bestand auch im altirischen treóir (< trē-u̯ori) „Führung durch eine Furt; Ort, an dem ein Fluss überquert wird“.
Das Sprachelement ver-/var- ist indogermanisch und bedeutete vielleicht „Bach“ oder „Fluss“ (vergleiche sanskrit vār „Wasser“ oder altnordisch vari). Dieses Wort ist häufig in Frankreich in den Flussnamen wie Var, Vire oder Vière und als Bestandteil von Louviers, Reviers, Haut-Laviers und Verviers. Die Stadt Horbourg-Wihr im Elsass geht auf die gallorömische Siedlung Argentovaria zurück.

## Frühkeltische Lebensweise

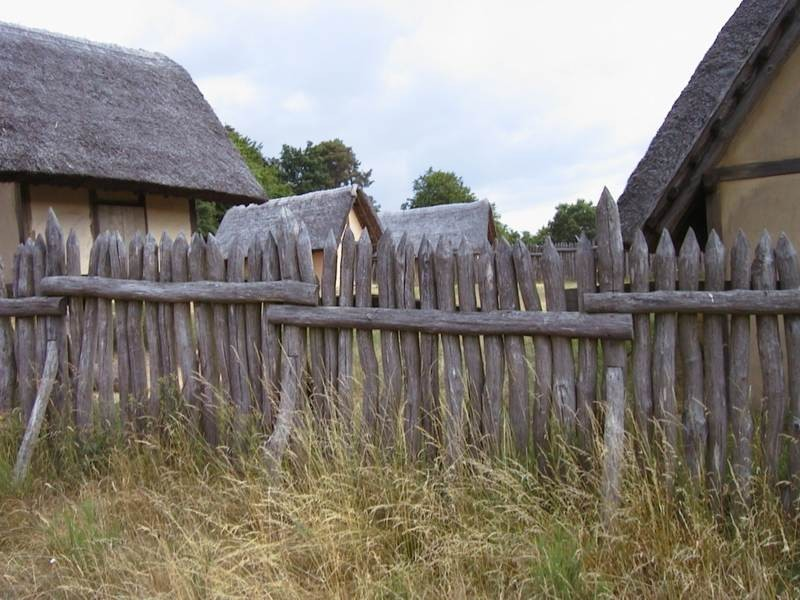
Palisaden-Befestigung in der rekonstruierten treverischen Siedlung Altburg

Nach modernen Erkenntnissen reicht die Geschichte der Kelten mindestens bis in das 6. Jahrhundert v. Chr. zurück. Die Treverer bauten ihre Häuser aus Lehm und Flechtwerk auf Grundlage einer Holzkonstruktion. Diese Häuser hatten eine Haltbarkeit von möglicherweise ein oder zwei Generationen.
Die Treverer siedelten in Einzelgehöften und Kleinsiedlungen. Daneben bestanden in der Spät-Latènezeit zahlreiche befestigte Höhensiedlungen – wahrscheinlich Hofgemeinschaften der Oberschicht – und fünf Oppida: der Martberg an der Untermosel, Wallendorf an der Sauer, Otzenhausen im Hunsrück, Kastel an der Saar und der Titelberg in Luxemburg. Der spätere Hauptort des Stammes – Augusta Treverorum, das heutige Trier – scheint nach archäologischen Zeugnissen seine Bedeutung erst mit Einrichtung der römischen Provinzen in Nordostgallien erhalten zu haben. Gleichzeitig mit dem Aufstieg Triers ging ein erheblicher Bedeutungsverlust der anderen Oppida einher, deren Blüte um die Zeitenwende endete.
Caesar hebt die Reiterei der Treverer in De bello Gallico besonders hervor.

## Geschichtliches

### Rolle im Gallischen Krieg Caesars
Erstmals werden die Treverer in historischen literarischen Quellen von Gaius Iulius Caesar für das Jahr 58 v. Chr. erwähnt. Damals, als Caesar seinen Gallischen Krieg begonnen hatte, informierten sie den römischen Feldherrn über einen neuen Zuzug der Sueben für Ariovist. Eventuell spielte hierbei ihre Verbundenheit mit den zu jener Zeit von den suebischen Scharen bedrängten Haeduern eine ausschlaggebende Rolle. Auf Caesars Aufforderung hin schickten sie ihm 57 v. Chr. ein Kontingent ihrer Reiterei, deren großer Schlagkraft sie ebenso wie ihrer Infanterie große Kriegserfolge verdankten, für den Kampf gegen die Belger zu Hilfe. Als aber die Schlacht an der Sambre gegen die Nervier für die Römer mit einer Niederlage zu enden schien, suchten die Reiter der Treverer das Weite. So dürfte das Volk Caesar nun als unzuverlässig erschienen sein.
In der Folgezeit zeigten sich die Treverer sogar eher romfeindlich. Caesar schickte 56 v. Chr. seinen Legaten Titus Labienus zu ihnen, um die Belger ruhig zu halten. Nachdem Caesar 55 v. Chr. die in Gallien eingefallenen Tenkterer und Usipeter vernichtend geschlagen hatte, setzte er erstmals zur Einschüchterung der Germanen über den Rhein, und dies tat er vielleicht vom Gebiet der Treverer aus. Während der Vorbereitungen zum zweiten Feldzug gegen Britannien 54 v. Chr. begab er sich persönlich zu den Treverern, deren Haltung ihm zu zweifelhaft schien, um die dortigen Verhältnisse in seinem Sinn zu regeln. Bei dem Stamm stritten sich damals zwei einflussreiche Adlige, der romfeindlich eingestellte Indutiomarus und sein als romfreundlich geltender Schwiegersohn Cingetorix, um den Ehrenvorrang. Caesar schlichtete diese Auseinandersetzung ohne Kampf zu Gunsten des Cingetorix und führte 200 zur Partei des Indutiomarus gerechnete Personen, darunter dessen Sohn und Verwandten, als Geiseln mit sich fort. So sollte der Römerfeind zum Stillhalten gezwungen werden.
Indutiomarus überredete dann Führer anderer romfeindlicher gallischer Stämme, so Ambiorix, König der Eburonen, zum Überfall auf die im Winter 54/53 v. Chr. in verschiedenen Lagern verteilten römischen Heere. Während Ambiorix’ Angriff glückte, scheiterte jener auf das Lager von Quintus Tullius Cicero. Als Indutiomarus von dem Misserfolg erfuhr, brach er die von ihm unternommene Attacke auf Titus Labienus, der bei den Remern nahe der Grenze der Treverer lagerte, ab. Die jenseits des Rheins siedelnden Germanenstämme konnte er nicht zur Entsendung von Hilfstruppen gewinnen, doch erhielt er Zulauf von zahlreichen Flüchtlingen aus gallischen Stämmen, entmachtete Cingetorix und rief zum Krieg gegen die Römer auf. Indessen scheiterte Indutiomarus’ erneuter Angriff auf Labienus und er wurde auf der Flucht eingeholt und getötet.
53 v. Chr. übernahmen die Verwandten des Indutiomarus bei den Treverern die Macht und verbündeten sich mit Ambiorix sowie mehreren rechtsrheinischen Stämmen. Sie starteten noch vor dem Zuzug der germanischen Hilfstruppen wiederum eine Offensive gegen Labienus. Diesem gelang aber noch vor der Vereinigung der gegnerischen Truppenteile ein Sieg gegen die Treverer, die sich unterwerfen mussten. Cingetorix wurde als Anführer der romtreuen Partei an die Spitze des Stammes gesetzt. Der darauffolgende zweite Rheinübergang Caesars nach Germanien erfolgte sicher vom Gebiet der Treverer aus.
Als Vercingetorix 52 v. Chr. den großen Aufstand zahlreicher gallischer Völker gegen Caesar organisierte und leitete, nahmen die Treverer daran nicht teil, da sie sich einer Bedrängung von Seiten der Germanen ausgesetzt sahen. Sie gewährten aber einem der Anführer der rebellierenden Haeduer, Surus, Asyl, der sie 51 v. Chr. zu weiterem Widerstand gegen die Römer aufreizte. Erneut war es Labienus, der den Treverern trotz deren Unterstützung durch germanische Aufgebote eine Niederlage beibrachte. Gegen Ende seiner kriegerischen Aktivitäten in Gallien veranstaltete Caesar 50 v. Chr. an der Grenze des Territoriums der Treverer eine umfangreiche Heerschau. Diese Parade war als Machtdemonstration gegenüber den Treverern gedacht, sollte aber auch die Germanen erschrecken.

### Weitere Geschichte von Augustus bis Nero
Von 39–37 v. Chr. fungierte Marcus Vipsanius Agrippa, der enge Vertraute von Kaiser Augustus, erstmals als Statthalter Galliens und unterdrückte eine Revolte gallischer Stämme, an der wohl auch die Treverer teilnahmen, weil Agrippa in Verbindung mit den dabei ausgetragenen Gefechten den Rhein überquerte. 29 v. Chr. rebellierten die Treverer erneut und erhielten dabei Hilfe von den rechtsrheinischen Germanen. Wahrscheinlich stand ihre Revolte im Zusammenhang mit einem gleichzeitigen Aufstandsversuch von im höheren Norden ansässigen gallischen Völkern, etwa den Morinern. Marcus Nonius Gallus besiegte die Treverer und wurde für diese Leistung zum Imperator ausgerufen.
Während seiner zweiten Statthalterschaft führte Agrippa um 19 v. Chr. in Gallien, so auch im Gebiet der Treverer, weitreichende Regelungen administrativer und militärstrategischer Art durch. Ab nun wurden die Treverer immer stärker romanisiert. Im Rahmen der unter Augustus vorgenommenen Neueinteilung Galliens wurde das Gebiet der Treverer in die Provinz Gallia Belgica eingegliedert. Ein von in ihrem bisherigen Territorium herausgelöster, östlich am Rhein gelegener Landstrich kam jedoch unter direkte römische Heeresverwaltung. Agrippa legte auch ein eigenes Straßennetz in Gallien an, wobei er eine der Fernstraßen von Lugdunum (heute Lyon) über das Trierer Tal nach Köln errichten ließ. Während Caesar keine Oppida der Treverer erwähnt, wurde erst unter der römischen Herrschaft Augusta Treverorum (heute Trier) als ihr Hauptort wohl zwischen etwa 19 und 12 v. Chr. gegründet. Es sollte den Römern als wichtige Station für künftige Angriffe auf die Germanen und als Verwaltungszentrum für den Stamm der Treverer dienen. Kurz vor der Anlage des römischen Trier war bereits in dessen Nähe ein Alenkastell entstanden. Der Geograph Pomponius Mela erwähnte Augusta Treverorum als erster Autor um 44 n. Chr. und beschrieb es zu diesem Zeitpunkt schon als wohlhabende und repräsentative Stadt für die Belger. In der Folgezeit blieb die Stadt sehr eng mit der civitas Treverorum verbunden.
Wahrscheinlich hatten Caesar oder Augustus den zu den Germanen und der Rheingrenze exponiert liegenden Völkern der Treverer und der Leuker eine privilegierte Position unter den gallischen Stämmen eingeräumt, so dass beide nun den Status einer civitas libera besaßen. Kaiser Tiberius dürfte die Treverer aber 17 n. Chr. im Zug der Neuordnung der Armeekontingente am Rhein zu einer niederrangigeren, tributpflichtigen civitas foederata herabgestuft und ihnen Steuerprivilegien entzogen haben. Sie mussten nun laut dem Bericht des römischen Historikers Tacitus kontinuierliche Abgaben leisten und eine den Römern bei Bedarf zur Verfügung zu stellende militärische Reitereinheit, die ala Treverorum, aufstellen und unterhalten.
Wohl aus Unzufriedenheit über die hohe Steuerlast probten die Treverer unter Iulius Florus und die Haeduer unter Iulius Sacrovir 21 n. Chr. den Aufstand gegen die Römer. Beide Führer gehörten bei ihren Stämmen vornehmen Geschlechtern an und jeweils einem Angehörigen ihrer Vorfahren war wegen seiner Verdienste früh das römische Bürgerrecht verliehen worden. Florus leitete die Abfallsbewegung zuerst bei seinem Volk, dann im belgischen Gallien. Dabei konnte er sich auf Verschuldete und Klienten als Anhängerschaft stützen; auch bemühte er sich, Soldaten der ala Treverorum für seine Revolte zu gewinnen. Doch wie zur Zeit Caesars gab es innerhalb der Treverer Rivalitäten. Florus hatte den romtreuen Treverer Iulius Indus zum Feind, der die noch unorganisierten Aufständischen im Ardenner Wald besiegte, woraufhin Florus Selbstmord verübte. Auch die Erhebung des Sacrovir wurde bald niedergeschlagen.
Laut dem epigraphischen Befund war die civitas Treverorum in der Folgezeit eine in das Römische Reich integrierte Einheit. Eventuell wurde dem Hauptort der Treverer unter Kaiser Claudius der Status einer colonia sowie das latinische Recht verliehen und seinen Magistraten, etwa Decurionen, das römische Bürgerrecht gewährt. Die Angehörigen der übrigen civitas dürften hingegen einen peregrinen Rechtsstand besessen haben.

### Rolle in den römischen Thronfolgekämpfen nach Neros Tod; Teilnahme am Bataveraufstand
In die Wirren der römischen Politik nach dem Tod Kaiser Neros (Juni 68) wurden auch die Treverer verstrickt. Im März 68 hatte Gaius Iulius Vindex, der Statthalter der Provinz Gallia Lugdunensis, einen Aufstand gegen Nero angezettelt und Galba, Statthalter von Hispania Tarraconensis, zur Übernahme der Leitung der Revolte bewogen. Die am Rhein siedelnden gallischen Stämme, so die Treverer und Lingonen, wollten von einer Teilnahme am Aufstand nichts wissen. Stattdessen stellten sich die Treverer auf die Seite des mit der Bekämpfung des Galba beauftragten Lucius Verginius Rufus. Galba behielt die Oberhand und wurde am 8. Juni 68 zum Kaiser ausgerufen. Er bestrafte daraufhin die Treverer und andere feindliche civitates.
Als nach der Ermordung Galbas (15. Januar 69) Otho zum neuen Kaiser avancierte und sofort in Vitellius, der von den in Germanien stationierten römischen Legionen ebenfalls zum Kaiser proklamiert wurde, einen Konkurrenten erhielt, unterstützten die Treverer in diesem Machtkampf Vitellius. Der in Augusta Treverorum residierende Prokurator der Provinz Belgica, Pompeius Propinquus, wurde dabei getötet. Der adlige Treverer Iulius Classicus befehligte die ala Treverorum und wurde mit anderen Truppen nach Gallia Narbonensis geschickt, um diese Provinz vor Angriffen der Othonianer zu schützen, musste aber eine Niederlage einstecken. Ein anderer Führer der Treverer, Alpinius Montanus, unterstützte die Vitellianer militärisch in der Schlacht bei Cremona.
Nach der Rücksendung seiner Auxiliartruppen an den Rhein sah sich Vitellius, der sich im April 69 gegen Otho durchgesetzt hatte, durch die Proklamation Vespasians zum Kaiser (1. Juli 69) einem neuen Thronkonkurrenten gegenüber. Iulius Civilis, ein vornehmer Bataver, zettelte im August 69 einen Aufstand gegen Vitellius, wohl aber auch überhaupt gegen die römische Herrschaft an. Iulius Classicus kämpfte mit seiner ala Treverorum im Heer des Legaten Munius Lupercus gegen Civilis, doch flohen die treverischen Einheiten während der Schlacht. In der Folge hatten die Treverer diverse Feindseligkeiten von Seiten des Civilis zu ertragen.
Bald aber suchte Civilis die Treverer auf seine Seite zu ziehen. Ein erstes Einvernehmen kam mit Montanus zustande. Auch mit Iulius Classicus führte Civilis geheime Verhandlungen, in deren Folge Classicus sich mit ihm verband; und auch Iulius Tutor und der Lingone Iulius Sabinus traten dem Pakt bei. Bei einer Zusammenkunft der Vertreter der verschiedenen Stämme in Köln wurden die Vereinbarungen besiegelt; auch soll bei dieser Gelegenheit über die Verwirklichung eines unabhängigen Gallien gesprochen worden sein.
Vielleicht wollte Iulius Classicus nach dem Tod des Vitellius im Dezember 69 selbst als römischer Kaiserprätendent auftreten. Als der römische Legat Gaius Dillius Vocula zum Entsatz des zum zweiten Mal von Civilis belagerten Vetera (beim heutigen Xanten) heranmarschierte, gingen Classicus und Tutor zu den gallischen Aufständischen über und sandten einen Attentäter, der Dillius Vocula umbrachte. Die in Bonn und Neuss stationierten römischen Legionen ergaben sich und mussten sich als Gefangene nach Augusta Treverorum begeben.
70 n. Chr. brach Quintus Petillius Cerialis, ein Vertrauter Vespasians, mit einem starken Truppenaufgebot von Italien zur Unterdrückung des Aufstands auf. Auf diese Nachricht hin rieten die Remer den gallischen Stämmen, Frieden zu schließen, doch trat vor allem der jugendliche vornehme Treverer Iulius Valentinus für die Fortsetzung des Kriegs ein. Tutor erlitt aber an der Mündung der Nahe eine Niederlage, die von den Treverern mit Bestürzung aufgenommen wurde. Auch gelang es den beiden gefangen genommenen Legionen, sich zu befreien, woraufhin sie sich nach Metz durchschlugen. Valentinus, der Rigodulum (heute Riol) besetzt hielt, verlor hier ebenfalls eine Schlacht gegen Petillius Cerialis und geriet in Gefangenschaft. In der Folge vermochte Cerialis, obwohl Tutor und Civilis weiteren Widerstand leisteten, Augusta Treverorum einzunehmen. Die Treverer ergaben sich, weshalb ihr Hauptort verschont wurde. Nach dem Bericht des Tacitus zogen aber nicht nur Classicus und Tutor, sondern auch 113 andere treverische Adlige, darunter Alpinius Montanus, mit Civilis ins Bataverland; wahrscheinlich suchten sie im „freien“ Germanien Zuflucht. Nach dem römischen Sieg wurde die treverische Reitereinheit aufgelöst; ihre Soldaten mussten nun bei anderen Hilfstruppen dienen. Es kam zur völligen Neuordnung der Stammesaristokratie. Die Treverer spielten fortan keine politische Rolle mehr.

### Geschichte von den flavischen Kaisern bis zur Spätantike
Die bis 96 n. Chr. regierenden, aus der Dynastie der Flavier stammenden Kaiser (Vespasian bis Domitian) hegten offenbar einen Groll gegen die Treverer. So sind bisher keine während ihrer Herrschaft im Kriegsdienst eingesetzte Treverer nachgewiesen worden. Früher hatte Augustus die Einrichtung militärischer Distrikte im Osten ihres ursprünglichen Stammesgebietes befohlen; dieses Territorium, ein etwa 70 km breiter Landstreifen, wurde von Domitian gegen Ende des 1. Jahrhunderts endgültig abgetrennt und der Provinz Germania superior angegliedert. Mit dieser Gebietseinbuße verloren die Treverer ihre Anbindung an den Rhein.
In der darauffolgenden Phase verstärkter Romanisierung des Westens erlebten die Treverer aber eine über 150 Jahre anhaltende friedliche Periode der Prosperität. Beispielsweise wurden in Augusta Treverorum im frühen 2. Jahrhundert ein Amphitheater, die Barbarathermen, ein Asklepios-Tempel sowie der Lenus-Mars-Tempel errichtet. Im 2. Jahrhundert gab es auch die stärkste Besiedlung des Landes. Treverische Geschäftsleute, die ebenso wie Großgrundbesitzer einer neuen bürgerlichen Elite angehörten, waren zunächst im gesamten Gallien anzutreffen und erweiterten ihre wirtschaftlichen Aktivitäten nach der Mitte des 2. Jahrhunderts auch auf größere Teile des Römischen Reiches. Zeugnisse des Wohlstands sind unter anderem luxuriöse Grabmonumente und prunkvolle Villen. Auf Inschriften wurden Angehörige des Stammes weiterhin als treverische Bürger (civis Trever) bezeichnet, obwohl sie ihre politische Unabhängigkeit verloren hatten. Im 2. oder frühen 3. Jahrhundert rückte Augusta Treverorum anstelle von Reims zur Kapitale der Provinz Gallia Belgica auf. Ferner wurden wieder zwei eigene Kohorten der Treverer geschaffen. Die Einrichtung dieser Militäreinheiten dürfte von Kaiser Caracalla angeordnet worden sein; sie waren in den Taunus-Kastellen Zugmantel und Holzhausen bis zum Fall des Limes stationiert. Personen der Unterschicht profitierten auch von der von Caracalla 212 dekretierten Constitutio Antoniniana.
Um die Mitte des 3. Jahrhunderts erschütterten verheerende Einfälle germanischer Scharen das Land der Treverer. Etwa zeitgleich endete allmählich die Phase des Baus prächtiger Grabanlagen und des von treverischen Kaufleuten betriebenen Fernhandels. Während der Spätzeit des Gallischen Sonderreichs war Augusta Treverorum in den frühen 270er Jahren wahrscheinlich dessen Hauptstadt. Einzelne Gruppen von Franken und Alamannen plünderten die Metropole bald nach dem 275 erfolgten Tod Kaiser Aurelians, verwüsteten aber auch das übrige Land der Treverer. In der weiteren Spätantike spielte das römische Trier gegenüber dem Stamm der Treverer die weitaus bedeutendere Rolle; fast alle Erwähnungen der Treverer aus dieser Zeit sind als solche ihrer Hauptstadt zu verstehen.

## Kultur und Wirtschaft

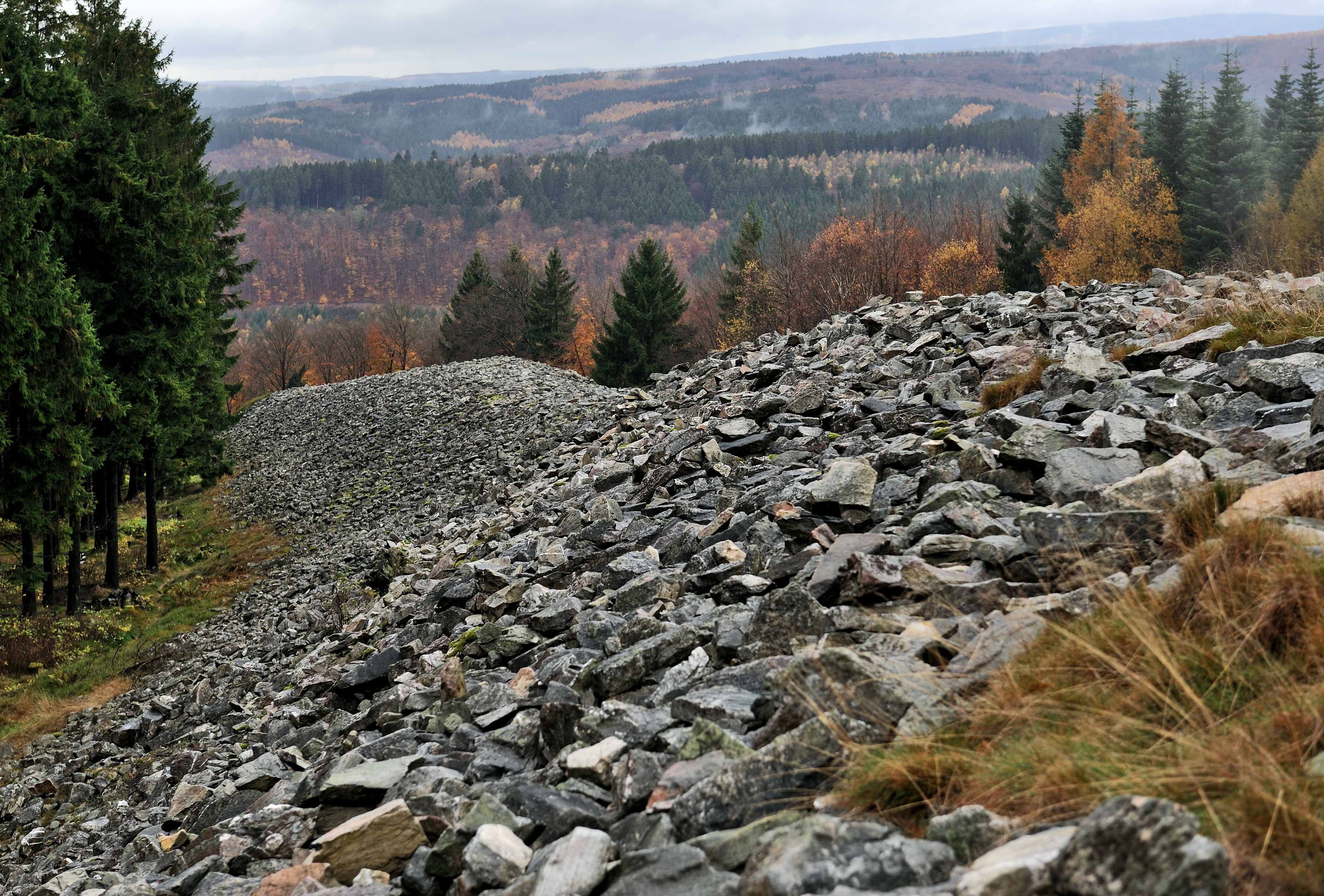
Der keltische Ringwall von Otzenhausen

Die Treverer kannten drei soziale Klassen: Adel, das einfache Volk und die Ambacten (Sklaven). Es gab Geldwirtschaft und arbeitsteiliges Handwerk. Insbesondere die befestigten Städte, die sogenannten Oppida, waren als Handwerks- und Handelszentren der Spätlatènezeit bedeutsam. Überregionaler Handel, auch mit dem Mittelmeerraum, ist durch Funde nachgewiesen.
Die ökonomische Grundlage der Treverer war die Landwirtschaft. Sie betrieben den Anbau von Weizen und Gerste, seit dem 1. Jahrhundert n. Chr. auch Weinbau sowie Pferde- und Schafzucht. Der sog. Langmauerbezirk nördlich des römischen Trier war wohl ein etwa 220 km² großes, eingezäuntes kaiserliches Gestüt. Aus der Wollproduktion bildete sich die Textilherstellung und der Tuchhandel heraus. Weitere Wirtschaftszweige waren die Produktion von Keramik (unter anderem sog. Trierer Sigillata-Tafeln) und die Metallverarbeitung.
Die vorrömische keltische Bevölkerung von Rheinhessen gehörte nach neueren Forschungsergebnissen ebenfalls zu den Treverern. Diese wird als Aresaken bezeichnet und gilt als ein Teilstamm oder eine ethnische Gruppe innerhalb des Großstammes, die in Form eines Pagus organisiert war. Zentrum dieses Siedlungsgebietes der Treverer war wahrscheinlich das Oppidum auf dem Donnersberg im nördlichen Pfälzer Bergland.

## Religion
Die Treverer waren ursprünglich Polytheisten und hatten wahrscheinlich einen ähnlichen Glauben wie die anderen keltischen Stämme. Nach der römischen Eroberung wurden viele ihrer Gottheiten mit den römischen Göttern gleichgesetzt („Interpretatio Romana“) oder verbunden. Zu den meistverehrten Gottheiten im treverischen Gebiet zählen der Stammesgott Mars Lenus und Ancamna, Mercurius und Rosmerta, Iupiter Optimus Maximus, Apollon (Grannus) und Sirona, Intarabus und Minerva. Gottheiten, die nur bei den Treverern bezeugt sind, sind unter anderem Intarabus, Inciona, Veraudunus, Ritona und die Xulsigiae.
Aus der römischen Zeit sind drei wichtige heidnische Heiligtümer in der unmittelbaren Nähe von Trier bekannt: Der Tempelbezirk im Altbachtal, das nahe gelegene Heiligtum Am Herrenbrünnchen und das wichtige Lenus-Mars-Heiligtum am linken Moselufer. Ein anderer wichtiger Tempelbezirk befindet sich auf dem Martberg bei dem Moselort Pommern. Dieser entstand erst in römischer Zeit, wie die meisten Tempel, da diese Art der Religionsausübung hauptsächlich von den Römern übernommen wurde. Auf dem ländlichen Gebiet gab es Quell- und Pilgerheiligtümer, etwa in Heckenmünster, Tempel bei kleineren Siedlungen (Belginum, Tawern), Heiligtümer bei Villen sowie Bergtempel wie jener auf dem Burgkopf. Eine besondere Verbindung gallischer und römischer Elemente weisen Jupitergigantensäulen auf.
Es sind auch landschaftsbezogene Gottheiten bekannt, wie beispielsweise Ardbinna, die wahrscheinlich die Ardennen verkörpert und in Gey auf einer Inschrift bezeugt ist.

## Zeittafel
- um 1200 v. Chr. – die Urnenfelderkultur breitet sich im Eifel-Mosel-Gebiet aus;
- ab ca. 750 v. Chr. bis Mitte 6. Jahrhundert v. Chr. – eisenzeitliche, von der Urnenfelderkultur geprägte Laufelder Kultur bzw. Laufelder Gruppe im Hunsrück-Eifel-Gebiet;
- ab 2. Hälfte 6. Jahrhundert v. Chr. bis Mitte 3. Jahrhundert v. Chr. – Hunsrück-Eifel-Kultur (HEK), späthallstattzeitlich Ältere HEK (HEK IA-IB), ab 5. Jahrhundert v. Chr. parallel zur Frühlatènekultur Jüngere HEK (HEK IIA1, IIA2, IIA3 und IIB). In der Älteren HEK Prunkgräber mit vierrädrigem Wagen, Bronzesitula und Lanzenbeigabe (Wagengrab von Bell), in der Jüngeren HEK Prunkgräber mit Schwertbeigabe, Goldschmuck und Südimporten (Bescheid Hügel 6, Hoppstädten-Weiersbach Hügel 2, Remmesweiler, Schwarzenbach Grab 2, Weiskirchen Hügel 2 und 3).
- spätes 3. bis 2. Jahrhundert v. Chr. – Kontinuität der Bevölkerung ist trotz der gleichzeitigen keltischen Wanderungen durch Funde aus Gräberfeldern (Hoppstädten, Wederath) und Höhenbefestigungen nachgewiesen;
- 2. Hälfte des 2. Jahrhunderts v. Chr. bis 2. Hälfte des 1. Jahrhunderts v. Chr. – mit treverischen Oppida (Zentralsiedlungen), zum Beispiel Martberg, Otzenhausen, Kastel, Wallendorf, Donnersberg und Titelberg sowie befestigten Häuptlingshöfen, differenziertem Handwerk, Münzwirtschaft und innerkeltischem Handel erleben die Treverer, wie die gesamte keltische Kultur, eine Blüte;
- 58–51 v. Chr. – Gallischer Krieg, Unterwerfung durch Caesar und Beginn der Romanisierung, erste Erwähnung der Treverer als civitas im ersten Buch von Caesars De bello Gallico
- 58 v. Chr. – Treverische Gesandte melden Caesar, dass 100 Gaue (pagi) der Sueben, die zu den rechtsrheinischen Germanen gehören, den Rhein überschreiten wollen;
- 54 v. Chr. – Teilnahme am Aufstand des Eburonenkönigs Ambiorix;
- 53 v. Chr. – Der Trevererfürst oder -könig Indutiomarus greift ein Winterlager Caesars an und wird dabei getötet, Titus Labienus unterwirft die treverische civitas, der Schwiegersohn des Indutiomarus, der romfreundliche Cingetorix, übernimmt die Herrschaft;
- 52 v. Chr. – Kämpfe der Treverer gegen die Sueben;
- 51 v. Chr. – Reitertreffen des Titus Labienus mit treverischen Verbänden;
- 30/29 v. Chr. – Trevereraufstand gegen die Römer; von Marcus Nonius Gallus niedergeschlagen;
- 16 v. Chr. – Gründung von Augusta Treverorum unter Kaiser Augustus;
- 21 n. Chr. – fehlgeschlagener Aufstand des Sacrovir
- 68–70 n. Chr. – fehlgeschlagener Aufstand unter Iulius Classicus gegen die Römer (Bataveraufstand).